# マナ・プールズ
マナ・プールズは、国立公園を含むジンバブエ西部の野生生物保護地域。一帯は、ザンベジ川下流の氾濫原にあたり、雨季になるたびに一面が湖のようになる。この湖が乾き、後退するに従って、水を求めて大型動物が集まるようになる。そのことが、一帯をアフリカ屈指の景勝地・狩猟地にしてきたのである。
マナはショナ語で「4」を意味する（プールは英語）。これは、ザンベジ川中流域の蛇行地帯に4つの大きな湖が形成されていることに基づく。川に面している地域、島々、砂丘、ため池などを含み、マホガニー、イチジク、エボニー、アカシア、バオバブなどの森林が隣接しているこの一帯は、アフリカ南部でも最も開発の手が入っていない国立公園の一つである。1980年代初頭には水力発電施設の設置から救われ、84年には世界遺産に登録された。また、2010年に「ザンベジ川中流域生物圏保護区」の核心地域の1つに、2013年にラムサール条約にそれぞれ登録された。
この一帯は、ジンバブエのなかでカバ、ワニ（ナイルワニ）のほか、ゾウ（アフリカゾウ）やアフリカスイギュウなどの乾季の大型哺乳類が集まる地域としては最大級のものとなっている。また、クロサイ、リカオン、ニアラ、シマウマ、キリン、ヒョウ、ハイエナ（カッショクハイエナ）、チーター、ライオン、ウォーターバックなどのレイヨウ、ミナミベニハチクイなども生息している。

## 世界遺産
1975年に国立公園となったマナ・プールズは、隣接するチュウォールサファリ地域、サピサファリ地域（ともに1964年設定）とともに、自然遺産として登録された。IUCNでの分類は、いずれも「国立公園」である。

### 登録基準
この世界遺産は世界遺産登録基準のうち、以下の条件を満たし、登録された（以下の基準は世界遺産センター公表の登録基準からの翻訳、引用である）。
- (7) ひときわすぐれた自然美及び美的な重要性をもつ最高の自然現象または地域を含むもの。
- (9) 陸上、淡水、沿岸および海洋生態系と動植物群集の進化と発達において進行しつつある重要な生態学的、生物学的プロセスを示す顕著な見本であるもの。
- (10) 生物多様性の本来的保全にとって、もっとも重要かつ意義深い自然生息地を含んでいるもの。これには科学上または保全上の観点から、すぐれて普遍的価値を持つ絶滅の恐れのある種の生息地などが含まれる。